# Wypadek jądrowy
Wypadek jądrowy – zdarzenie polegające na emisji promieniowania jonizującego lub substancji promieniotwórczych do otoczenia, mogące przejawiać niekorzystne oddziaływanie na ludzi i środowisko naturalne.

## Przyczyny
Przyczyną wypadku może być:
- awaria w obiekcie jądrowym – elektrowni bądź zakładach zbrojeniowych lub wzbogacających paliwo nuklearne np.:
  - W 1957 doszło do wybuchu w Kombinacie Chemicznym Majak, co spowodowało skażenie obszaru 39 000 km² (katastrofa kysztymska)
  - W 1979 w elektrowni Three Mile Island doszło do awarii systemu chłodzenia i częściowego stopienia rdzenia.
- wypadek podczas transportu odpadów
- akt terrorystyczny np.:
  - W październiku 1994 roku jedna z grup terrorystycznych pozostawiła w rosyjskim parku brudną bombę – konwencjonalny materiał wybuchowy, otoczony cezem-137 prawdopodobnie znalezionym w starym napromienniku.
- klęska żywiołowa np.:
  - W marcu 2011 roku, po wyjątkowo silnym trzęsieniu ziemi w Japonii i przejściu fali tsunami, doszło do uszkodzenia czterech bloków elektrowni atomowej Fukushima I i pożaru, wskutek czego doszło do wydostania się materiału promieniotwórczego do środowiska.

## Skutki awarii
W czasie awarii może dojść do:
- wycieku substancji radioaktywnych do środowiska (np. paliwo, chłodziwa, odpady z elektrowni jądrowych)
- eksplozji (chemicznej bądź nuklearnej)
- promieniotwórczego skażenia środowiska, ludzi, żywności itp.

Najczęściej w takich przypadkach podejmuje się ewakuację ludzi wokół terenu katastrofy.

## Miejsca awarii
Najczęściej do wypadków dochodzi na terenie:
- wysypisk odpadów radioaktywnych
  - W Goiânii doszło do skażenia w wyniku wyniesienia ze zlikwidowanego szpitala pojemnika z cezem-137
- nuklearnych zakładów zbrojeniowych lub przetwarzających paliwo jądrowe
- elektrowni jądrowych
- poligonów nuklearnych
- tras przewozu odpadów lub broni jądrowej

## Ważniejsze awarie i katastrofy jądrowe
- lipiec 1945 – pierwszy udokumentowany wypadek jądrowy. Kilkunastu żołnierzy mających nadzorować test pierwszej bomby atomowej otworzyło beczki zawierające materiały radioaktywne potrzebne do wybuchu i zapadło na chorobę popromienną.
- 12 grudnia 1952 – częściowe stopienie reaktora w Chalk River Laboratories w Kanadzie. Powodem było przypadkowe usunięcie czterech prętów kontrolnych.
- 7 grudnia 1957 – pożar reaktora w Windscale w Wielkiej Brytanii spowodował opad radioaktywny. Nie stwierdzono ofiar śmiertelnych, lecz przypuszcza się spowodowanie zwiększonej liczby zachorowań na raka w skażonych rejonach.
- zima 1957-1958 – szereg wypadków w rosyjskim Kysztymie na Uralu. Ostatnia awaria wywołana niedbalstwem w czasie usuwania odpadów i awarią systemu chłodzenia spowodowała eksplozję chemiczną zbiornika odpadów atomowych i skażenie 30 wiosek oraz śmierć wielu setek ludzi. Przez wiele lat nikt nie wiedział o wypadku, jedynym śladem było usunięcie wiosek z map radzieckich. Do dziś teren jest wysoce radioaktywny.
- 3 stycznia 1961 – Eksperymentalny Reaktor w Atomic City (aktualnie Midway) w stanie Idaho – pierwsza awaria reaktora, która pociągnęła ofiary śmiertelne. W czasie sprawdzania funkcjonalności prętów kontrolnych operator przypadkowo wyszarpnął zakleszczony pręt centralny i doprowadził do szybkiej reakcji (wzrost mocy do 20 000 MW), odparowania wody chłodzącej i zniszczenia reaktora oraz skażenia pomieszczenia. Zginęły 3 osoby, w tym operator.
- 4 lipca 1961 – awaria na pokładzie sowieckiego atomowego okrętu podwodnego K-19. Kapitan i kilku marynarzy wykazało się niezwykłą odwagą, wchodząc do komory reaktora bez zabezpieczenia, aby naprawić zniszczony układ chłodzenia. Siedmiu natychmiastowo okupiło to życiem; choroba popromienna zabiła potem dalszych 20 osób.
- 17 stycznia 1966 – katastrofa amerykańskiego bombowca B-52 nad hiszpańską miejscowością Palomares, spadły 4 bomby termojądrowe: 3 na ląd, jedna do morza, 2 z nich uległy uszkodzeniu powodując skażenie terenu.
- 5 października 1966 – rdzeń eksperymentalnego reaktora w Detroit uległ stopieniu. Przyczyną była awaria systemu chłodzenia płynnym sodem.
- 21 stycznia 1969 – usterka układu chłodzenia w podziemnej elektrowni w Lucens Vaud w Szwajcarii doprowadziła do częściowego stopienia podziemnego reaktora i wycieku do jaskini, w której się znajdował. Jaskinie zostały zaplombowane.
- 7 grudnia 1975 – w elektrowni atomowej w Greifswaldzie (wschodnie wybrzeże Niemiec) spięcie spowodowane pomyłką elektryka rozpętało pożar, który niemal spowodował stopienie reaktora.
- 24 stycznia 1978 – katastrofa rosyjskiego satelity wojskowego Kosmos 954 na terytorium Kanady. Skażenie objęło 124 tys. km².
- 28 marca 1979 – Wypadek w elektrowni jądrowej Three Mile Island. Usterka układu chłodzenia i pomyłki personelu doprowadziły do częściowego stopienia rdzenia w reaktorze numer 2 elektrowni Three Mile Island.
- 7 sierpnia 1979 – duża emisja uranu do środowiska w tajnej elektrowni w Tennessee. Około 1000 ludzi zostało napromieniowanych dawką 5-krotnie przekraczającą dawkę roczną.
- 1980 – Skażenie w Kramatorsku. Na przestrzeni dziewięciu lat, czterech mieszkańców bloku zmarło na białaczkę, a 17 osób przyjęło duże dawki promieniowania, na skutek wmurowanej w betonową ścianę kapsułki z radioaktywnym cezem-137.
- 11 lutego 1981 – ośmiu robotników zostało skażonych, gdy prawie 400 m³ wody wyciekło z budynku w Tennessee Valley Authority’s Sequoyah 1.
- 25 kwietnia 1981 – około 45 robotników zostało napromieniowanych w czasie remontu w japońskiej elektrowni Tsuruga.
- 10 sierpnia 1985 – w czasie remontu okrętu o napędzie jądrowym nastąpił wybuch w stoczni Szkotowo-22, który zabił 10 osób i spowodował śmierć wielu innych z powodu radiacji.
- 6 stycznia 1986 – jedna osoba zginęła, a 100 zostało rannych gdy w Oklahomie przypadkiem ogrzano cylinder zawierający materiały promieniotwórcze. Ewakuowano ponad 130 tys. ludzi z terenów wokół elektrowni.
- 26 kwietnia 1986 – Katastrofa w Czarnobylu. 30 osób zmarło w wyniku napromieniowania, około 200 otrzymało wysokie dawki promieniowania[potrzebny przypis].
- 13 sierpnia 1987 – Skażenie w Goiânii – w wyniku napromieniowania zmarło kilka osób, ponad 100 tys. zostało narażone na skażenia radioaktywne.
- 1991 – drugi pożar w Czarnobylu, pożar turbogeneratora w bloku nr 2.; niewielka emisja substancji promieniotwórczych, brak ofiar.
- 24 marca 1992 – radioaktywny jod i inne substancje wydostały się do atmosfery po obniżeniu ciśnienia w reaktorze w Sosnowym Borze (Rosja).
- Listopad 1992 – najgorszy wypadek radiacyjny we Francji. Do akceleratora weszło 3 robotników bez kombinezonów ochronnych i zginęło od napromieniowania.
- Listopad 1995 – kolejny wypadek w Czarnobylu – jedna osoba zmarła od napromieniowania, gdy z jednego z reaktorów usuwano paliwo i prawdopodobnie pręty wysypały się z kontenerów.[potrzebny przypis]
- Listopad 1995 – ok. 2 do 3 ton płynnego sodu wyciekło z układu chłodzenia z prototypu japońskiego reaktora powielającego.
- Marzec 1997 – pożar i wybuch w Zakładach Przetwarzania Paliwa Jądrowego Tokaimura spowodował napromieniowanie 35 osób.
- 30 września 1999 – w jednym z reaktorów w Japonii, w czasie przelewania roztworu tlenku uranu do zbiornika do eksperymentalnego reaktora powielającego, zainicjowano reakcję łańcuchową. 2 osoby zmarły.
- 24 listopada 2009 – 55 pracowników elektrowni atomowej Kaiga na południowym zachodzie Indii zostało napromieniowanych po wypiciu skażonej wody w miejscu pracy.
- 11 marca 2011 – awaria elektrowni jądrowej Fukushima I w Japonii.

## Obecne zagrożenia
Nad światem widmo katastrof zawisło po zbudowaniu pierwszej bomby atomowej i użyciu jej przez Stany Zjednoczone przeciwko Japonii podczas II wojny światowej.
Dopiero 18 lat po pierwszym użyciu bomby atomowej (w 1963 roku), ZSRR, USA i Wielka Brytania zawarły „Układ o zakazie doświadczeń z bronią jądrową w atmosferze, przestrzeni kosmicznej i pod wodą”. Układ ten przyczynił się do spowolnienia wyścigu zbrojeń i oddalenia w pewnym stopniu groźby katastrofy nuklearnej jako wyniku konfliktu zbrojnego. W dalszej kolejności do układu przystąpiła większość państw świata.
Groźba katastrofy nuklearnej nie jest spowodowana tylko przez wojnę. Według organizacji ekologicznych niebezpieczne mogą być również elektrownie atomowe, w których katastrofa może mieć tragiczne konsekwencje. W takim przypadku skażeniu ulegają nie tylko określone tereny, ale także powietrze, rzeki i chmury, które przenosić mogą radioaktywną substancję na znaczne odległości. Przykładem może być katastrofa w elektrowni w Czarnobylu skąd radioaktywne chmury dotarły aż nad tereny Szwecji i Finlandii. Biorąc jednak pod uwagę przyczyny katastrofy czarnobylskiej, różnice w budowie tamtejszego reaktora i najpowszechniej wykorzystywanych reaktorów PWR, oraz ścisłą krajową i międzynarodową kontrolę bezpieczeństwa jądrowego, powtórzenie się katastrofy jądrowej na podobną skalę jest mało prawdopodobne.
Innymi zagrożeniami są odpady jądrowe. Wybuch takich odpadów może zrujnować ogromne obszary – np. w Kistymiu wybuch zniszczył aż 30 wiosek i miast. Do dziś nie można tam mieszkać ani uprawiać ziemi.
Obecnie największa obawa wiąże się z użyciem broni jądrowej do celów militarnych. Wznowienie wzbogacania uranu przez Koreę Północną i Iran pozwala sądzić, iż państwa te mogą mieć zamiar wyprodukowania broni jądrowej. Z całą pewnością nie dokona tego Al-Ka’ida: do zbudowania broni potrzebne są ogromne środki finansowe i naukowe. Atak z użyciem broni jądrowej mógłby się okazać nieopłacalny. Natomiast realnym zagrożeniem jest brudna bomba – bomba radiologiczna, rozrzucająca pierwiastki radioaktywne wokół epicentrum wybuchu. Izotopy np. cezu-137 tworzą sole i wnikają w glebę. Obliczono, że wystarczyłby wybuch bomby siły 10 kg trotylu aby skazić miasto wielkości Londynu. Potrzebny cez można znaleźć w opuszczonych ośrodkach oraz poradzieckich napromiennikach, które stoją w lasach przy polach. Budowa takiej broni nie wymaga zaangażowania ekspertów.
Z drugiej strony zwolennicy wykorzystania energii jądrowej uważają, że katastrofy nuklearne są niepotrzebnie nagłaśniane przez przeciwników tego rodzaju energii. W Czarnobylu oficjalnie umarło około 51 osób, a jeszcze 4 tys. może umrzeć, zaś 10 tys. w samej Rosji zapaść na choroby związane z promieniowaniem – rak, mutacje itp. Zaś np. w Bhopalu w Indiach wskutek wycieku pestycydów naraz zmarło około 7 tys. osób, a może umrzeć jeszcze dalsze 15 tys., zaś liczbę chorych ocenia się między 75 a 200 tys. Co więcej, istnieje na świecie jedynie 13 reaktorów typu RBMK-1000, które mogą być źródłem zagrożenia. Test, który doprowadził do katastrofy, pokazał, iż zabezpieczenia tych reaktorów są niewystarczające. Dla porównania, w katastrofie w Three Mile Island, kiedy doszło do częściowego stopienia rdzenia, ani kropla paliwa nie wydostała się poza rdzeń. Natomiast paliwo z 4 reaktora elektrowni w Czarnobylu wciąż leży w podziemiach budowli, stwarzając zagrożenie. W 2016 roku zbudowano nową konstrukcję, która ma zastąpić stary sarkofag. Została oddana do eksploatacji jako Nowa Bezpieczna Powłoka potocznie nazywana Arką. Stalowa powłoka ma zabezpieczyć zniszczony blok 4 oraz umożliwić rozbiórkę poprzedniej osłony. Według szacunków konstruktorów, budowla ma wystarczyć na 100 lat.